# Arrhinie
Die Arrhinie, auch Arhinie, von altgriechisch ἀ(ν)- a-, an-, deutsch ‚Verneinung: un-, ohne‘ (Alpha privativum) und altgriechisch ῥίς, ῥίνος rhīs, rhinos, deutsch ‚Nase‘, ist eine extrem seltene Fehlbildung mit vollständigem oder teilweisem Fehlen der Nase.
Synonym: Nasenagenesie; englisch Arhinia
Die Erstbeschreibung stammt aus dem Jahre 1931 durch die US-amerikanischen Chirurgen Vilray Papin Blair und Mitarbeiter.

## Verbreitung
Die Häufigkeit wird mit unter 1 zu 1.000.000 angegeben, bislang wurde über weniger als 50 Betroffene berichtet.

## Einteilung
Eine Arrhinie kann isoliert, bei extremen Formen von Fehlbildungen wie Holoprosencephalie, Ethmozephalie (extreme Form des Hypotelorismus, Arrhinie mit Proboszis) oder Treacher-Collins-Syndrom sowie beim Bosma-Syndrom (Arrhinie, Choanalatresie und Mikrophthalmie) vorkommen.
Die Ausprägung reicht von Hyporrhinie mit Fehlen äußerer Nasenstrukturen bis vollständiger Arrhinie mit Fehlen der äußeren Nase, der Nasenhöhle sowie der Riechkolben.
Sie kann auch einseitig als Hemiarrhinie auftreten.

## Ursache
Die Ursache ist nicht bekannt.
Es handelt sich um eine Störung der Embryonalentwicklung während der 3.–10. Embryonalwoche.
Die Arrhinie tritt meist sporadisch auf. Oft liegen weitere Fehlbildung wie Hypertelorismus, Mikrophthalmie, Lidkolobome, Spaltbildungen und Ohrmuschelfehlbildungen vor.

## Klinische Erscheinungen
Klinische Kriterien sind:
Je nach Ausmaß der Fehlbildung kommt es zur Atemwegsverlegung und Trinkschwierigkeiten, die notfallmässige Interventionen erfordern können.

## Diagnose
Die Diagnose kann bereits vorgeburtlich mittels Pränataldiagnostik erfolgen.

## Therapie
Die Behandlung erfolgt je nach Ausprägungsgrad notfallmäßig unmittelbar nach Geburt und später durch Plastische Chirurgie in entsprechend spezialisierten Zentren.